# Dolindo Ruotolo
(Don Dolindo Ruotolo)
Dolindo Ruotolo (Napoli, 6 ottobre 1882 – Napoli, 19 novembre 1970) è stato un presbitero italiano, terziario francescano, considerato Servo di Dio dalla Chiesa cattolica.

## Biografia
Quinto degli undici figli di Raffaele, ingegnere e matematico, e Silvia Valle, discendente della nobiltà napoletana e spagnola, ebbe un'infanzia difficile per problemi di salute e per le ristrettezze economiche della famiglia. Nel 1896, con la separazione dei genitori, Dolindo (nome di significato incerto, ma accostato paretimologicamente al "dolore") fu avviato col fratello Elio alla Scuola apostolica dei preti della missione, e tre anni dopo fu ammesso al noviziato. Pronunciò i voti religiosi il 1º giugno 1901 e due anni dopo chiese senza successo di essere inviato in Cina come missionario.
Dopo l'ordinazione presbiterale del 24 giugno 1905 a quasi 23 anni, fu nominato professore dei chierici della Scuola apostolica e maestro di canto gregoriano. Per un breve periodo si trasferì a Taranto e poi al seminario di Molfetta, dove insegnò e lavorò per la riforma del seminario stesso.
Durante il suo incarico a Molfetta esaminò il caso di una presunta veggente proveniente da Catania, che gli causò forti contrasti con i superiori. Il 29 ottobre 1907 fu richiamato a Napoli e gli fu ordinato di non interessarsi più della faccenda. Accusato d'essere un «eretico formale e dogmatizzante», andò a Roma per sottoporsi al giudizio del Sant'Uffizio: dopo quattro mesi di inchiesta, nei quali Ruotolo non ritrattò, fu sospeso a divinis e costretto a sottoporsi a perizia psichiatrica, dalla quale risultò sano di mente. Il 13 aprile 1908 fu convocato a Napoli dai superiori della congregazione, che lo espulsero e lo sottoposero a un esorcismo.
Si trasferì a Rossano, in Calabria; l'8 agosto 1910 la richiesta di revisione della sospensione ebbe esito positivo e fu riabilitato, dopo due anni e mezzo di sospensione.
Per la seconda volta, nel dicembre 1911, venne convocato a Roma, e poi rimandato a Napoli nel 1912.
Subì un processo nel 1921, fu condannato e nuovamente allontanato. Venne definitivamente riabilitato il 17 luglio 1937, a 55 anni.
La sua vita di sacerdote ormai diocesano proseguì a Napoli, nella chiesa di San Giuseppe dei Nudi, di cui il fratello Elio fu parroco. Qui Ruotolo fu l'ideatore dell'Opera di Dio e dell'Opera Apostolato Stampa.

Ruotolo lasciò il Commento alla Sacra Scrittura in 33 volumi, molte opere di teologia, ascetismo e mistica, interi volumi di epistolari, scritti autobiografici e di dottrina cristiana. Il Commento alla Scrittura adottava un metodo esegetico tradizionale cercando di ricomporre nell'esegesi la frattura tra scienza e fede, metodo combattuto allora dal Pontificio Istituto Biblico e dalla Pontificia Commissione Biblica, guidati rispettivamente da Augustin Bea e da Eugène Tisserant. La sua opera fu condannata dal Sant'Uffizio per l'intervento di padre Alberto Vaccari, nonostante la difesa di Giovanni Maria Sanna, vescovo di Gravina e Irsina, e di Giuseppe Maria Palatucci, vescovo di Campagna. Tra le opere redatte da don Dolindo Ruotolo si trova anche l'Atto di Abbandono: un breve scritto che, in maniera simile alla linea mistica proposta da Jean-Pierre de Caussade, tratta dell'abbandono fiducioso e totale del fedele nelle mani di Cristo. Come ricorda questo testo: 
> Sulla stessa linea si trova infine l'altra importante opera di Ruotolo: La Novena dell'Abbandono: 
Nel 1960 un ictus gli immobilizzò il lato sinistro del corpo. Morì il 19 novembre 1970. Il suo corpo è tumulato nella chiesa di San Giuseppe dei Vecchi e di Nostra Signora di Lourdes a Napoli. È invalso il costume presso i napoletani di bussare per tre volte in nome della SS. Trinità sul marmo del suo sepolcro, pregando con tanta fede per ricevere grazie spirituali e materiali attraverso la sua intercessione, poiché egli disse: «venite a bussare alla mia tomba... io vi risponderò».

## Il culto

Padre Dolindo Ruotolo in un'immagine votiva

Ebbe ancora in vita fama di santità. Di lui disse san Pio da Pietrelcina, ai fedeli napoletani in pellegrinaggio da lui: «Perché venite qui, se avete don Dolindo a Napoli? Andate da lui, egli è un santo».
Il suo biografo Luca Sorrentino ne traccia questo ritratto:

Il nome di Dolindo Ruotolo è legato anche a un messaggio ritenuto profetico dai devoti del 2 luglio 1965, riportato sul retro di un'immagine della Madonna, e indirizzato al polacco Witold Laskowski. Il documento, autenticato dal vescovo Pavol Hnilica, riguarda la fine del comunismo: 
 È noto anche il suo "Atto di abbandono a Gesù".
Considerato da molti un maestro della spiritualità napoletana e della Chiesa cattolica, riposa nella chiesa di San Giuseppe dei Vecchi, mentre nella chiesa di San Giuseppe dei Nudi si trova la tomba di suo fratello Elio.

## Opere
- Chi morrà vedrà (sul Purgatorio e sul Paradiso)
- Commento alla Sacra Scrittura (in 33 volumi)
- Così ho visto l'Immacolata
- Dalla sorgente rivoli di luce
- Don Dolindo e il Sant'Uffizio (lettere da Roma)
- Epistolari (lettere in 3 quaderni)
- Fui chiamato Dolindo, che significa dolore. Pagine di autobiografia, Sessa Aurunca-Napoli-Riano, 1972
- Fuoco che non riposa
- I fioretti di Don Dolindo (raccolta di pensieri, aneddoti, parabole)
- Il piccone che scava brillanti
- La dottrina cattolica (catechismo)
- Maria... chi mai sei tu?
- Nei raggi della grandezza e della vita sacerdotale
- Opuscoli (raccolta di preghiere, sermoni, pensieri)
- Slanci d'amore a Gesù sacramentato e a Maria Santissima, 1950
- Una profonda riforma del cuore alla scuola di Maria
- Vieni, o Spirito Santo!, 1949
- Atto di abbandono, Edizioni Le loup des steppes, 2019
- La Novena dell'Abbandono, Edizioni Le loup des steppes, 2020
- Vita di Nostro Signore Gesù Cristo (raccolta di omelie)
- Commento al Vangelo di Matteo, 1936-37
- Maria Immacolata, Madre di Dio e Madre nostra (trilogia)